# Karotinok

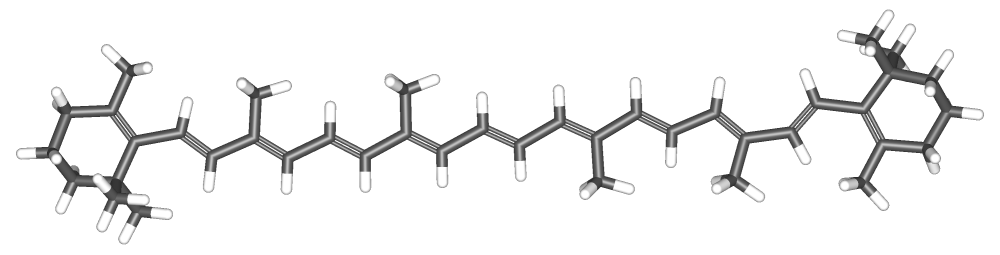
A β-karotin 3D-s ábrája

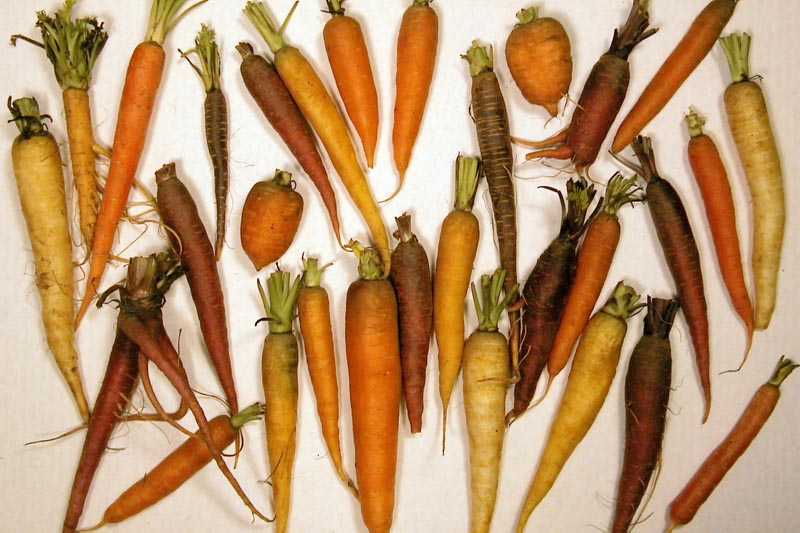
A sárgarépa színét (csakúgy mint sok egyéb zöldség és gyümölcs esetében) a karotin adja

A karotin azon molekulák gyűjtőneve, melyeknek a képlete C40H56. A karotin egy narancssárga színű pigment, mely a fotoszintézisben is nagy szerepet játszik. A karotin adja a sárgarépa illetve sok más zöldség és gyümölcs narancssárga színét. Innen a neve is: a carota latinul sárgarépát jelent. Élelmiszer-adalékanyagként a narancssárga, vitamindús élelmiszerekben, csakúgy mint a vitaminkészítményekben nagy valószínűséggel megtalálható E160a néven.
Kémiailag a karotin terpén, nyolc darab izoprén egységből biokémiai úton szintetizálható. Két fő formája van, melyet a görög ábécé betűivel jelölünk: alfa-karotin (α-karotin) és béta-karotin (β-karotin). Létezik továbbá gamma-, delta- és epszilon- (γ, δ és ε-karotin) változata is. A béta-karotin két fő retinil csoportból áll, és a vékonybélben található, a bélbolyhok által kiválasztott emésztőnedvben található béta-karotin dioxigenáz bontja le retinollá, mely az A-vitamin egyik formája. A fölösleges karotint a máj tárolja, és szükség esetén A-vitaminná alakítja.

## Karotint tartalmazó élelmiszerek
A következő élelmiszerek különösen sok karotint tartalmaznak:
- édesburgonya[2]
- sárgarépa[2]
- kelkáposzta[2]
- spenót[2]
- kantalup dinnye[3]
- zellerzöld[2]
- koriander[2]
- kakukkfű[2]
- manióka
- mangó
- sárgadinnye
- tök

Mivel a karotin zsíroldékony, ezért ezen élelmiszerek mellé zsiradékot vagy olajat fogyasztva sokkal nagyobb arányú karotin-felszívódást érhetünk el. Ajánlott a karotin tartalmú élelmiszereket vajon megpárolni, vagy olajban kisütni, mert így a sejtfalak szétnyílnak, a karotin kiürül onnan, és így jobban felszívódik.

## Két fő változat

α-karotin

β-karotin

A karotin két fő izomerje az α-karotin és a β-karotin, melyek a végükön található gyűrűben lévő kettős kovalens kötés helyében térnek el.
A β-karotin a legelterjedtebb változata a karotinnak. Sárga, narancssárga és zöld színű zöldségekben és gyümölcsökben található, mint például a sárgarépa, spenót, saláta, paradicsom, burgonya,  brokkoli, koriander és narancs. Minél élénkebb a zöldség/gyümölcs színe, annál több β-karotint tartalmaz.
A β-karotin megtalálható még számos növényben, valószínűleg az állatokat vonzza a beporzás és a magok szétszórásának elősegítéséért, valamint az ultraibolya sugarakkal szemben is védi a növényt.
A β-karotin antioxidáns, és mint ilyen a szabad gyökök megkötésében játszik fontos szerepet. Ennek ellenére jelenleg még nem állítható teljes bizonyossággal, hogy a rák megelőzésére milyen mértékben és módon ajánlott használni.

## A β-karotin és a rák
Kísérletek azt mutatják, hogy a β-karotin a tüdő-, a prosztatarák, és a dohányzás általi halál kockázatát növeli. A kísérletek során mindig kizárólag β-karotint adtak a pácienseknek, nem pedig olyan ételeket, melyek magas koncentrációban tartalmazták azt, ugyanis a „natúr” β-karotin sokkal reagensebb, mert nincs lekötve.  Egy, az Amerikai Rákosok Szövetsége által készített tanulmány szerint a β-karotint dohányzó embereknek adva megnőhet a tüdőrák kockázata.
A The New England Journal of Medicine-ben 1994-ben megjelent tanulmány szerint β-karotin és E-vitamin (alfa-tokoferol) együttes alkalmazásával nem csökken a tüdőrák kockázata, sőt negatív mellékhatást is megfigyeltek.
A National Cancer Institute által 1996-ban készített tanulmány azt vizsgálta, hogy milyen rákmegelőző hatása van a β-karotinnak és az A-vitaminnak (retinil-palmitát formájában). Az eredmények azt mutatták, hogy a β-karotint fogyasztó páciensek esetében nőtt a tüdőrák kialakulásának kockázata.
A Journal of the American Medical Association (JAMA) c. szaklapban 2007-ben megjelent tanulmány szerint a β-karotin alkalmazása 5%-kal növelte a halálozási arányt.

## Karotinémia
A szervezet a karotint, ezt a sárga pigmentet A-vitaminná alakítja, és a túl sok A-vitamin káros lehet. A karotinémia, vagy más néven hiperkarotinémia, túl sok karotinra utal, de az A-vitaminnal ellentétben ez nem káros. Habár nem veszélyes, a karotinémia a bőrt sárgára színezheti (karotinodermia). Általában a túlzott sárgarépa-fogyasztás jele, de más, sokkal veszélyesebb betegség előjele is lehet.

## Teljes szintézis
Két általánosan elterjedt módja van a karotin szintetizálásának:
Wittig-reakcióval: C20+C20
Grignard-reakcióval: C19+C2+C19

## Elnevezések
A karotinok oxigént nem tartalmazó karotinoidok. Az oxigén tartalmú karotinoidok a xantofillok. A β-karotin két vége felépítését tekintve megegyező, ezeket β-gyűrűnek nevezzük. 
Az α-karotinnak az egyik végén β-gyűrű van, a másik végén lévő képződményt ε-gyűrűnek hívjuk.
A különböző karotinok elnevezései:
- α-karotin: β,ε-karotin
- β-karotin: β,β-karotin
- γ-karotin: (egyik végén β-gyűrű, a másik vége nem gyűrű (ezt pszí-nek nevezzük)) β,ψ-karotin
- δ-karotin: (egyik végén ε-gyűrű, a másik vége nem gyűrű) ε,ψ-karotin
- ε-karotin: ε,ε-karotin

Ide sorolható a likopin (egyik vége sem gyűrű) ψ,ψ-karotin.
6 μg β-karotin bevitele megegyezik 1 μg retinol bevitelével, ami az A-vitaminnak 3⅓ nemzetközi egysége-